# Ивановская областная научная библиотека
Центральная универсальная научная библиотека Ивановской области (полное наименование — государственное бюджетное учреждение Ивановской области «Центральная универсальная научная библиотека») — центральная библиотека Ивановской области, научное государственное общедоступное книгохранилище универсального профиля, находящееся в городе Иваново. Является крупным библиотечным-информационным, культурным, образовательным и методическим центром Ивановской области.

## История
Библиотека была создана в 1919 году на базе книжного фонда Рижского политехнического института, эвакуированного во время первой мировой войны из Риги в Иваново-Вознесенск. Кроме того, фонд пополнялся за счёт научных изданий, закупленных в 1919—1920 годах в Москве и Петрограде (около 30 тысяч книг).
В 1931 году библиотека переехала в нынешнее здание, спроектированное архитектором И. А. Фоминым, которое в настоящее время признано памятником архитектуры.
К 1940 году книжный фонд библиотеки составил 500 тысяч единиц хранения.
В 1965 году утверждён устав библиотеки.
В 1983 году внедрена система информационно-библиотечного обслуживания, удостоенная на ВДНХ СССР диплома первой степени.

## В настоящее время

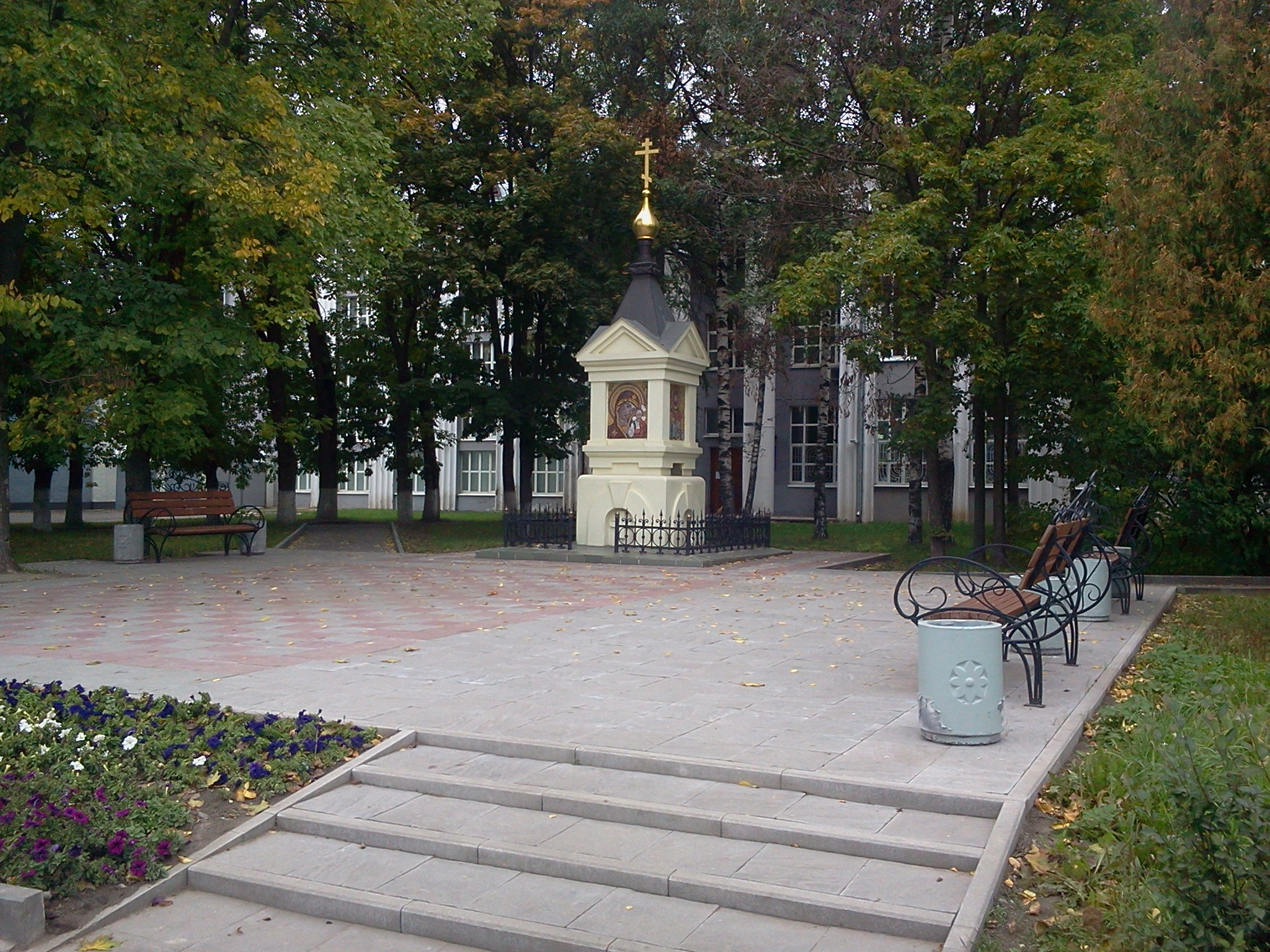
Часовня св. Александра Невского, установленная в 1995 году в сквере библиотеки на средства П. П. Шереметева, Н. И. Железняка и пожертвования горожан

По данным на 2011 год фонд библиотеки составляет около 3 млн единиц хранения, зарегистрировано 35 тысяч читателей, количество ежегодной книговыдачи свыше 1 млн. Компьютеризированы все основные технологические процессы, в автоматизированном режиме работает абонемент, продолжается работа по переводу фонда на электронные носители. Библиотека является методическим центром для муниципальных библиотек области.

## Структура[2]
- Информационно-библиографический и правовой центр
- Читальный зал отдела основных фондов
- Основное книгохранилище отдела основных фондов
- Отдел интернет-технологий
- Отдел комплектования и обработки фондов
- Отдел автоматизации
- Редакционно-издательский отдел
- Отдел развития и внешних связей библиотеки

- Фонд иностранной литературы
- Фонд отраслевой литературы
- Фонд литературы по искусству
- Читальный зал фонда газет и депозитарных документов
- Центр нормативно-технической и патентной информации
- Информационный краеведческий центр

- Фонд семейного чтения
- Научно-методический отдел
- Фонд деловой литературы